# Aznaguen
Aznaguen  (in arabo ازناكن‎?) è un centro abitato e comune rurale del Marocco situato nella provincia di Ouarzazate, regione di Drâa-Tafilalet. Conta una popolazione di 12 017 abitanti (censimento 2014).